# Тимонов, Вадим Андреевич
Вади́м Андре́евич Ти́монов (род. 6 ноября 1992 года) — профессиональный скалолаз. Бронзовый призёр Чемпионата Европы 2019 в боулдеринге, победитель Всемирных Военных Игр в Сочи 2017 года, за что был награждён благодарностью президента В. В. Путина за большой вклад в развитие физической культуры и спорта и за высокие спортивные достижения. Трехкратный обладатель Кубка России в боулдеринге, финалист шоу «Русский ниндзя» и победитель второго сезона шоу «Суперниндзя», входит в число мировой элиты в области аутдор скалолазания. Совершил множество скальных первопрохождений на территории России. Современный инфлюенсер в области спорта и воркаута.

## Биография
Родился в городе Санкт-Петербург. Скалолазанием начал заниматься в школьные годы. По счастливой случайности в той самой школе работала мать будущего тренера Вадима. С 2002 года по 2007 год Вадим занимался скалолазанием в Специализированной детско-юношеской школе Олимпийского резерва «Балтийский Берег», затем, в 2007 году после участия в Первенстве Мира по скалолазанию в Эквадоре ненадолго приостановил соревновательную деятельность до 2012 года. Это время без спорта Вадим посвятил скейтбордингу. В 2012 вернулся к соревновательной деятельности в скалолазании и немедленно попадает в основной состав Сборной России по скалолазанию и состоит в ней по сей день.
В 2014 выиграл первый Кубок России по скалолазанию дисциплине боулдеринг, после которого отправился на свой первый Кубок Мира в Китай и прошел в финал, заняв 6-е место.
В 2016 году отправился в крупнейший скалолазный район в Южной Африке недалеко от Кейптауна, именуемый Rocklands, где стал известен благодаря прохождениям таких трасс, как «Monkey Wedding» 8C и «Sky» 8B+.
А также в 2016 году выиграл конкурс проектов adidas claim freedom, съемки которого проходили на скалах над льдом озера Байкал.
В 2017 году вторым прошел один из сложнейших боулдеринговый трасс в Швейцарии в районе Magic Wood с названием «The Understanding» 8C.
С 2019 года активно популяризирует скалолазание и воркаут упражнения на своих странице в Instagram.
В 2020 году сделал первое прохождение трассы «Low priora» категорией 8С/+ в районе Джантуган (Приэльбрусье, Кавказ) которая считается сложнейшей трассой на территории РФ.
В июне 2023 года стал победителем чемпионата России в дисциплине боулдеринг.
В декабре 2023 года стал победителем второго сезона шоу «Суперниндзя» на телеканале «СТС», одолев в Суперфинале промышленного альпиниста Власа Гаврилова.